# Grand Prix Europy 1997
Grand Prix Europy 1997 (oficjalnie XLII European Grand Prix) – siedemnasta i ostatnia eliminacja Mistrzostw Świata Formuły 1 sezonu 1997. Grand Prix odbyło się w dniach 24-26 października 1997 na torze Circuito Permanente de Jerez.
Pierwotnie ostatnią rundą Mistrzostw Świata Formuły 1 miało być Grand Prix Portugalii na torze Autódromo do Estoril. Eliminacja została odwołana ze względu na brak wykonanych prac modernizacyjnych, będących wymogiem ze strony FIA. Wyścig składający się z 69 okrążeń wygrał Mika Häkkinen przed Davidem Coulthardem (obaj McLaren). Trzeci był Jacques Villeneuve (Williams), który ostatecznie zdobył tytuł mistrzowski. Do chwili obecnej jest to ostatni tytuł mistrzowski wśród kierowców i konstruktorów zdobyty przez Williamsa.
Michael Schumacher (Ferrari) przed wyścigiem prowadził w klasyfikacji generalnej z przewagą jednego punktu nad kanadyjskim kierowcą. Podczas wyścigu doszło do kolizji między Niemcem a Kanadyjczykiem. Uszkodzenia samochodu Ferrari doprowadziły do tego, że Schumacher nie ukończył wyścigu. FIA uznała go za winnego spowodowania kolizji, wobec czego 11 listopada 1997 ogłoszono, że Michael Schumacher został zdyskwalifikowany z całego sezonu. Zdarzenie to było szeroko krytykowane w mediach, zarówno w Niemczech, jak i we Włoszech.
Po wyścigu oskarżono także Williamsa i McLarena o zmowę dotyczącą kolejności ukończenia wyścigu. Villeneuve miał wówczas stwierdzić, że „lepiej było ich przepuścić i zdobyć mistrzostwo świata”. FIA ustaliła, że nie ma dowodów na poparcie tego stwierdzenia i odrzucono oskarżenie.

## Opis weekendu wyścigowego

### Tło

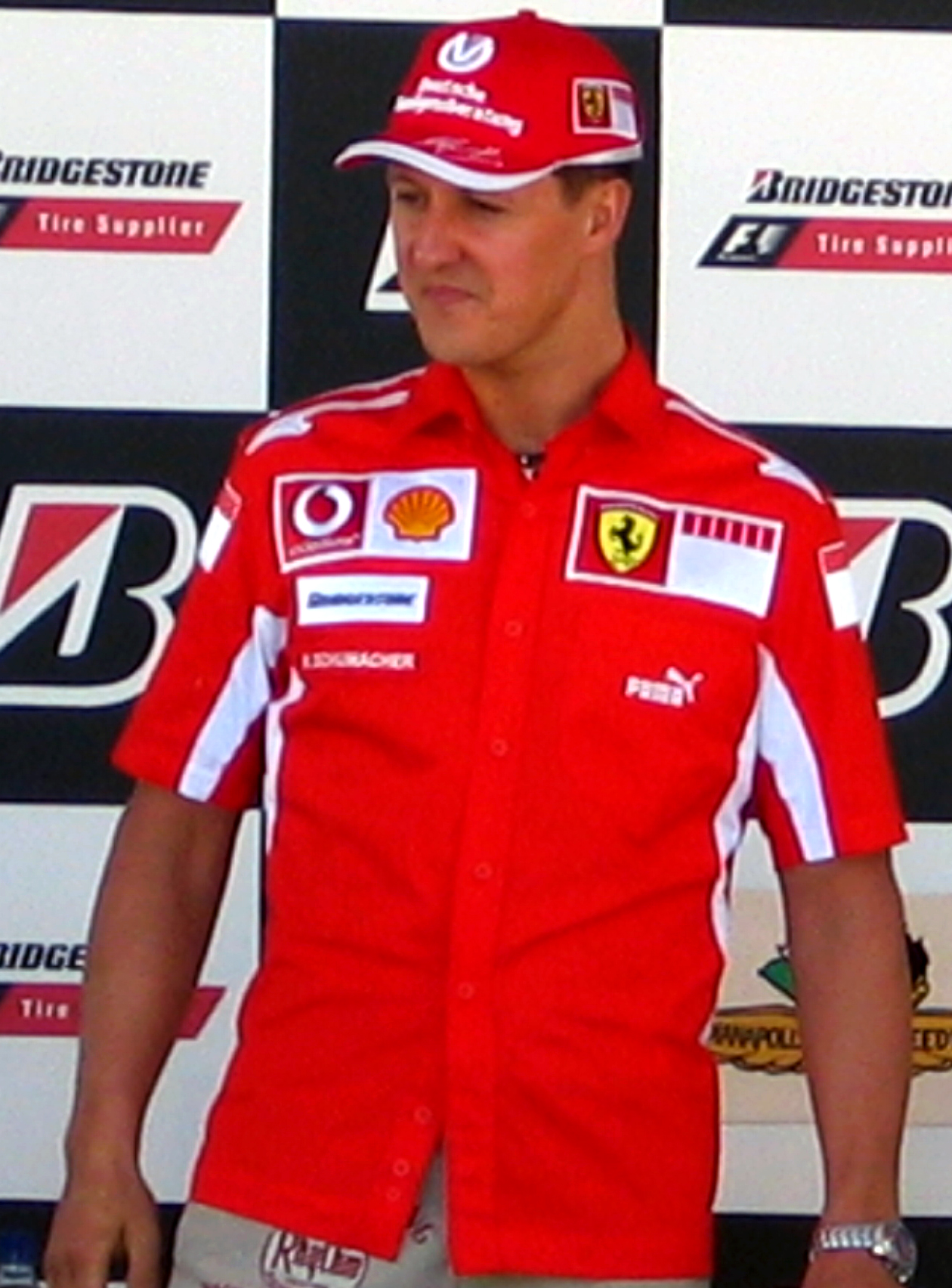
Michael Schumacher, lider klasyfikacji kierowców przed ostatnim wyścigiem

Ostatnią eliminacją Mistrzostw Świata Formuły 1 miał być wyścig o Grand Prix Portugalii, zaplanowany na 26 października. 15 maja 1997, na spotkaniu w Paryżu, FIA ogłosiła, że ze względu na brak wymaganych przez Federację prac modernizacyjnych na torze Estoril, wyścig został anulowany i przeniesiony na tor Jerez, gdzie otrzymał on nazwę Grand Prix Europy. Rząd Portugalii miał przeznaczyć na ten cel 5 milionów dolarów, aby przywrócić prace nad modernizacją obiektu. FIA stwierdziła, że jeśli prace modernizacyjne będą ukończone, a wszystkie zespoły zgodzą się na przywrócenie Grand Prix Portugalii, to kalendarz będzie liczył 18 wyścigów, a eliminacja zostanie zorganizowana 9 listopada. Pomysł ten spotkał się ze sprzeciwem Ferrari i McLarena, więc Grand Prix Portugalii ostatecznie usunięto z kalendarza. Wyścig został zorganizowany na torze Jerez, ponieważ Renault nie chciało, aby Grand Prix Japonii było ich ostatnim wyścigiem.
W klasyfikacji kierowców, w walce o tytuł mistrzowski liczyło się tylko dwóch kierowców. Liderem klasyfikacji był Michael Schumacher, który zdobył 78 punktów, o jeden punkt więcej od Jacques’a Villeneuve’a. Trzeci był Heinz-Harald Frentzen, który miał na koncie 41 punktów. Za niemieckim kierowcą plasowali się Jean Alesi i David Coulthard – obaj mieli odpowiednio 35 i 30 punktów. Villeneuve przed ostatnią rundą miał o dwa zwycięstwa więcej od Schumachera, więc w przypadku takiej samej ilości punktów mistrzostwo trafiłoby do kierowcy Williamsa.
Aby Villeneuve mógł świętować zdobycie mistrzostwa, kierowca Williamsa musiał być wyżej od Niemca, pod warunkiem, że obaj zostaliby sklasyfikowani na punktowanych miejscach lub zająłby co najmniej szóste miejsce (w przypadku nieukończenia wyścigu przez Niemca). W przypadku Schumachera, gdyby znalazł się wyżej od Kanadyjczyka lub Villeneuve zająłby siódme miejsce bądź niższe, albo by nie ukończył wyścigu, wówczas kierowca Ferrari zdobyłby trzeci tytuł mistrzowski, a pierwszy we włoskim zespole.
W klasyfikacji konstruktorów, tytuł mistrzowski zapewnił sobie Williams, którego kierowcy zgromadzili łącznie 118 punktów, o 18 więcej od Ferrari i 54 więcej od Benettona.
Po wyścigu na torze Suzuka, zespoły udały się na testy w różnych miejscach na świecie. Williams, Sauber, Jordan, Benetton i McLaren udali się na testy na tor Silverstone – pierwsze trzy zespoły testowały samochód w specyfikacji na sezon 1998. Arrows przeprowadził sesję testową na obiekcie Circuit de Nevers Magny-Cours, w celu przetestowania opon Bridgestone przeznaczonych na mokrą nawierzchnię – w tym celu sztucznie nawodniono tor. Ekipa Prost odbyła testy na torze Circuit de Catalunya – stajnia testowała opony Bridgestone w samochodzie w specyfikacji na następny sezon. Ferrari natomiast postanowiło zostać w Japonii, by przetestować dyferencjał elektryczny, użyty przez Irvine’a podczas wyścigu.

### Przed wyścigiem

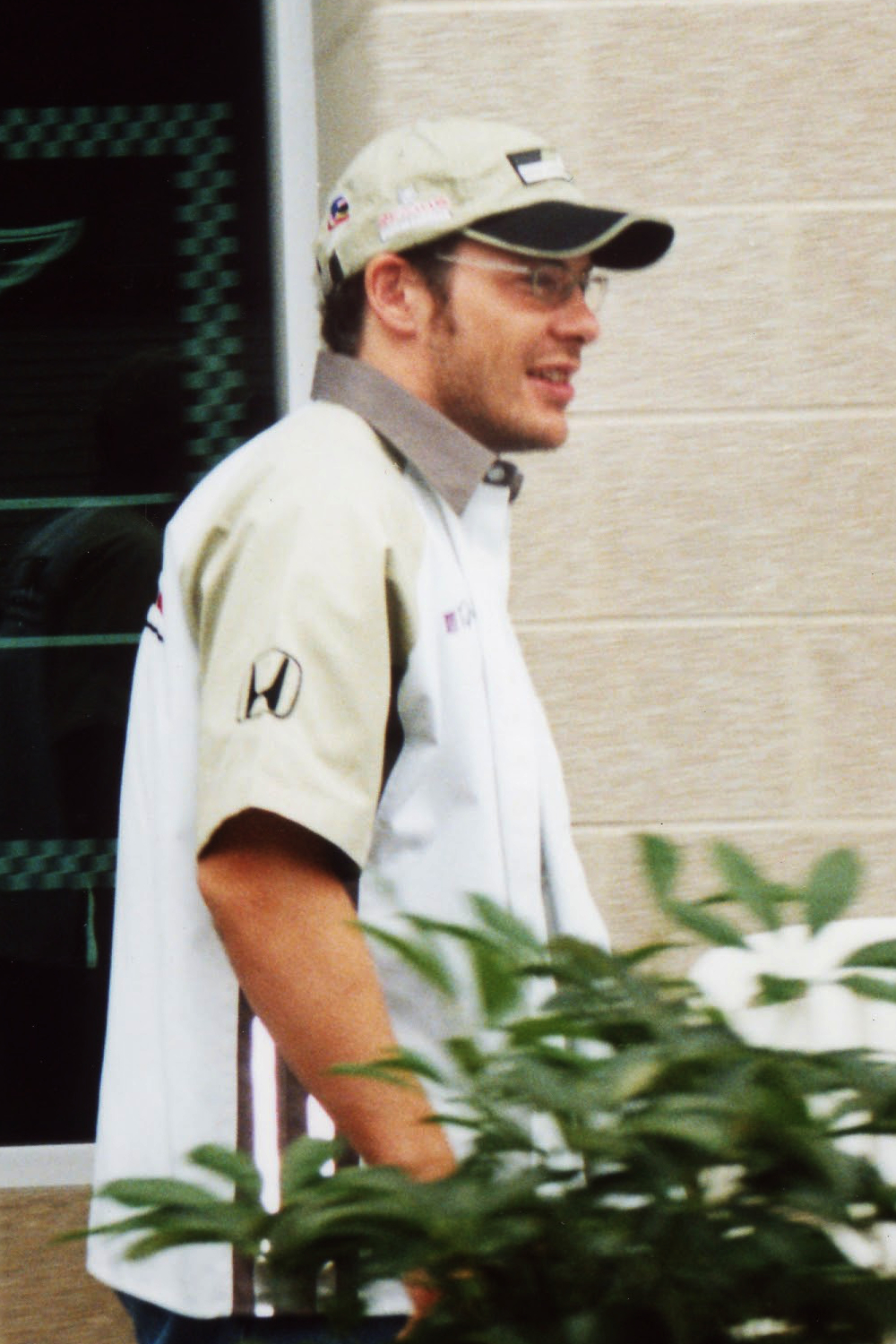
Jacques Villeneuve – zwycięzca kwalifikacji

Przed wyścigiem odbyły się cztery sesje treningowe – dwie w piątek (od 11.00 do 12.00 i od 13.00 do 14.00) i dwie w sobotę (od 9.00 do 9.45 i od 10.15 do 11.00). W czasie piątkowych sesji treningowych najszybszym czasem popisał się Olivier Panis (Prost) z czasem 1:22,735, będąc szybszy o 0,1 sekundy od Damona Hilla (Arrows). Kolejne dwie pozycje zajęli Jacques Villeneuve (Williams) i Rubens Barrichello (Stewart). Kierowcy McLarena, Mika Häkkinen i David Coulthard zajęli odpowiednio piąte i ósme miejsce – zostali oni rozdzieleni przez Heinza-Haralda Frentzena (Williams) i Jeana Alesiego (Benetton). Czołową dziesiątkę zamknęli bracia Ralf i Michael Schumacher.
W sobotę szybszy był Coulthard, który z wynikiem 1:20,738 wyprzedził Häkkinena. Kierowcy Williamsa spisali się podobnie – trzeci był Villeneuve, szósty był Frentzen. Panis tym razem był czwarty przed Gerhardem Bergerem (Benetton), których dzieliła 0,1 sekundy. W pierwszej dziesiątce znaleźli się Jan Magnussen (Stewart), Shinji Nakano (Prost), Damon Hill i Jean Alesi.
Dwie godziny po zakończeniu drugiej sobotniej sesji treningowej, odbyły się kwalifikacje, w których kierowca musiał w ciągu dwunastu okrążeń uzyskać jak najlepszy czas, który decydował o kolejności na polach startowych. Czas był mierzony przez firmę TAG Heuer, która wykonywała pomiar z dokładnością co do 0,001 sekundy. Kiedy skończyły się kwalifikacje, okazało się, że trzech najszybszych kierowców uzyskało najszybszy czas kwalifikacji, co było pierwszym takim przypadkiem w historii Mistrzostw Świata. Pierwszym kierowcą był Jacques Villeneuve, który ustanowił czas 1:21,072. Czternaście minut później wynik wyrównał Michael Schumacher, a dziewięć minut przed końcem sesji kwalifikacyjnej ten sam rezultat osiągnął Heinz-Harald Frentzen. Zgodnie z regulaminem, kiedy kierowcy uzyskują te same czasy, na wyższej pozycji znajduje się ten, który jako pierwszy uzyskał czas. Dzięki temu pole position zdobył Villeneuve, natomiast Schumacher i Frentzen odpowiednio zostali sklasyfikowani na drugiej i trzeciej pozycji. Czwarty był Damon Hill, który uzyskał wynik 1:21,130 – był to wynik gorszy o 0,058 s. od prowadzącej trójki. Kierowca Arrowsa miał szansę na zdobycie pole position, jednak z powodu incydentu z udziałem Ukyō Katayamy (Minardi), po którym sędziowie pokazali żółtą flagę, Brytyjczyk nie mógł już poprawić czasu.
W niedzielę rano odbyła się sesja rozgrzewkowa przed wyścigiem, w której najszybszy był Mika Häkkinen, wyprzedzając o sekundę Gerharda Bergera i Oliviera Panisa. Najszybszym spośród kierowców, którzy walczyli o tytuł był Jacques Villeneuve, który zajął piąte miejsce, o dwie pozycje wyżej od Schumachera.

### Wyścig

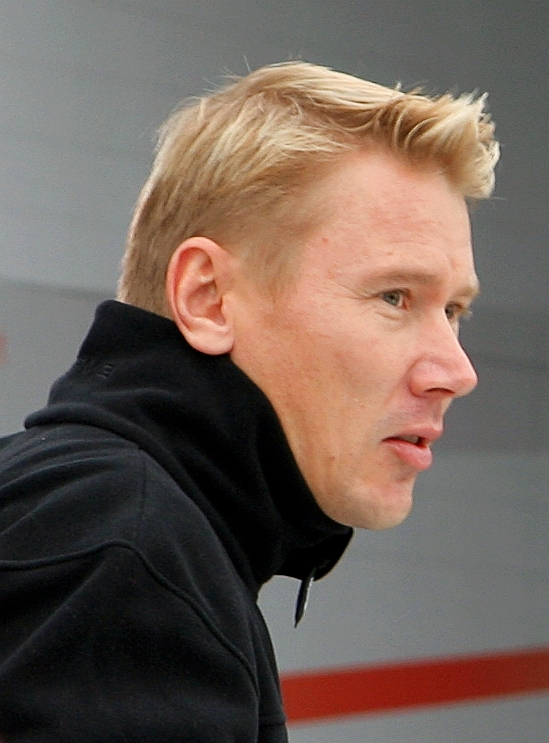
Mika Häkkinen – zwycięzca wyścigu

Wyścig rozpoczął się o godzinie 14:00 czasu miejscowego przy słonecznej pogodzie. Przed rozpoczęciem wyścigu z samochodu Villeneuve’a wyciekł niebieski płyn. Jednak nie miało to wpływu na działanie samochodu. Na starcie Schumacher okazał się lepszy od Kanadyjczyka i objął prowadzenie na pierwszym zakręcie. Niemiec w sumie prowadził przez 39 z 47 okrążeń. Frentzen także wystartował lepiej od swojego kolegi zespołowego, wyprzedzając go. Jednak Williams wydał polecenie, aby Niemiec przepuścił Villeneuve’a, co uczynił na ósmym okrążeniu. Na 22. okrążeniu Schumacher zjechał do pit lane, natomiast Villeneuve uczynił to na następnym okrążeniu – obaj zachowali swoje pozycje. Podczas pierwszej serii pit stopów kierowcy McLarena zamieniły się pozycjami – Coulthard wyprzedził Häkkinena, natomiast Frentzen spadł na piąte miejsce, za kierowcami stajni z Woking. Po drugiej serii pit stopów między 42. a 43. okrążeniem nie doszło do zmiany, ale kierowca Williamsa zbliżał się do kierowcy Ferrari.
Na 48. okrążeniu Villeneuve miał już mniej niż sekundę straty do Schumachera. Kanadyjczyk później zahamował i wjechał po wewnętrznej stronie zakrętu Dry Sac, podczas gdy Schumacher uderzył w samochód kierowcy Williamsa. Jak zauważył James Allen, ówczesny reporter w alei serwisowej dla telewizji ITV, Schumacherowi drgnęła kierownica w lewą stronę, gdy po chwili skręcił w prawo uderzając w lewą sekcję boczną samochodu Villeneuve'a. Martin Brundle, który komentował wyścig z Murrayem Walkerem od razu stwierdził, że ruch niemieckiego kierowcy był celowy:

To nie zadziałało, Michael. Trafiłeś w jego niewłaściwą część, przyjacielu

Efektem kolizji było wycofanie Michaela Schumachera z wyścigu, natomiast Jacques Villeneuve kontynuował jazdę, prowadząc w wyścigu. W chwili kolizji zostało 22 okrążenia do końca wyścigu. Wolniejsze tempo Kanadyjczyka wykorzystali kierowcy McLarena – w ramach poleceń zespołowych Coulthard przepuścił Häkkinena. Po wyścigu Kanadyjczyk stwierdził:

Nie walczyłem już. Lepiej było ich przepuścić i zdobyć mistrzostwo świata. Jest to dobra wymiana

Gerhard Berger (dla którego wyścig był ostatnim w karierze) będący na czwartej pozycji próbował wyprzedzić Villeneuve’a, lecz kierowca Williamsa do samego końca obronił trzecią pozycję. Ostatecznie przewaga Kanadyjczyka nad Austriakiem wyniosła 0,116 s. Trzecie miejsce oznaczało dla zawodnika brytyjskiej ekipy, że wyprzedził Schumachera o trzy punkty i został mistrzem świata. Wygrana Häkkinena była pierwszym zwycięstwem w karierze.

## Po wyścigu

### Kolizja Schumachera z Villeneuve'em

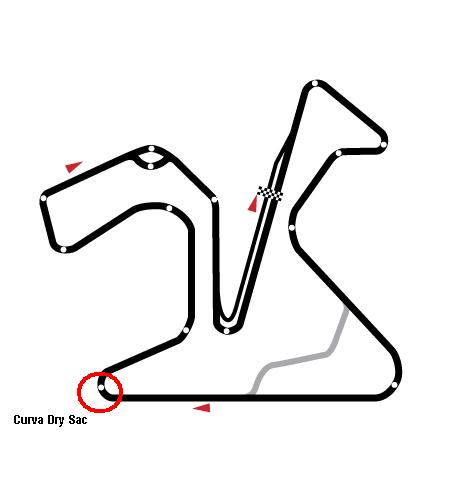
Zakręt Dry Sac – miejsce kolizji Schumachera z Villeneuve'em

Przed wyścigiem na torze Jerez, w czasie briefingu kierowców, prezydent FIA, Max Mosley oświadczył, że zostaną przyznane kary dla kierowców, którzy będą próbowali wpłynąć na wynik mistrzostw. Sędziowie wydali oświadczenie, w którym „jednogłośnie stwierdzili, że był to incydent wyścigowy i dalsze działanie nie jest konieczne”. Jednakże później Schumacher został wezwany na Komisję Dyscyplinarną FIA. 11 listopada 1997, Federacja postanowiła o dyskwalifikacji kierowcy Ferrari z całego sezonu 1997. Oznaczało to, że stracił tytuł wicemistrzowski na rzecz Heinza-Haralda Frentzena. Podjęto również decyzję, że zwycięstwa zdobyte przez Niemca zostaną zachowane, a punkty zdobyte w całym sezonie będą wliczone do klasyfikacji konstruktorów i nie będzie ukarany grzywną, ani nie poniesie dalszych kar w następnym sezonie. Mosley stwierdził, że „chociaż działania były celowe, to nie zrobiono tego z premedytacją”. Dodatkowo w ramach tejże kary musiał wykonywać prace społeczne na rzecz FIA polegające na udziale w kampanii na rzecz bezpieczeństwa drogowego w sezonie 1998.
Ferrari także uniknęło kary, mimo, złamania art. 123 Międzynarodowego Kodeksu Sportowego, stwierdzający, że „uczestnik jest odpowiedzialny za wszelkie działania lub zaniechania ze strony kierowcy”. Zgodnie z artykułem, który nie został zastosowany, Ferrari mogło być ukarane za brak kontroli swojego kierowcy. Zapytany na ten temat, prezydent FIA oświadczył, że Światowa Rada postanowiła nie powoływać się na art. 123 Międzynarodowego Kodeksu Sportowego. Kolejnym pytaniem, do którego Rada też nie ustosunkowała się, było to, czy również sankcji unikną stewardzi wyścigu, ponieważ został złożony wniosek za zaniedbanie obowiązków po kolizji Niemca z Kanadyjczykiem.

### Reakcja mediów
Niemieckie gazety były jednymi z wielu w krajach europejskich, które zaatakowały Schumachera. Bild napisał: „Schumacher był winny wypadkowi”, „Grał o wysoką stawkę i stracił wszystko – mistrzostwo świata i jego reputacja fair play. Nie ma wątpliwości, że chciał wyeliminować Villeneuve’a”. Dziennik Frankfurter Allgemeine Zeitung nazwał kierowcę Ferrari „kamikadze bez honoru”, pisząc także, że „pomnik zaczyna już pękać, ponieważ fundamenty są uszkodzone”. Jedna z niemieckich stacji telewizyjnych poprosiła fanów o wyrażenie swoich poglądów, aby uzyskać opinię i otrzymała 63 081 głosów. 28% stwierdziło, że nie będzie dłużej wspierać kierowcy.
We Włoszech potępiono zachowanie Niemca. Dziennik L'Unita wezwał włoski zespół do zwolnienia Schumachera. Napisał także, że „Schumacher powinienen mieć postawione zarzuty w hiszpańskim sądzie za poważny czyn, który popełnił”. Także odnotowano, że „Zarówno kierowca jak, i Ferrari i włoski sport okrył się wstydem. Czekamy na to, aby Ferrari ogłosiło rozstanie z Michaelem Schumacherem i zatrudnienie nowego kierowcy, który jest bardziej inteligentny, ma więcej mądrości i prawdziwe poczucie moralności”. La Repubblica napisała, że „patrzenie na tytuł, który znika po 18 latach oczekiwania jest wystarczająco smutne. Ale zobaczyć to, że wszystko poszło z dymem po tym, co uczynił Michael Schumacher jest jednak znacznie gorsze”. Włoski dziennik sportowy, La Gazzetta dello Sport określił, że gdyby Ferrari zdobyło tytuł byłby ukrytym tytułem, stwierdzając, że wolą czekać na dzień, kiedy „pasja do Ferrari będzie miała szczęśliwe zakończenie”. Nawet gazeta La Stampa, kierowana przez rodzinę Agnelli, stwierdziła, że „jego wizerunek jako mistrz został rozbity, jak szkło uderzone kamieniem”.
Brytyjskie media w wielu artykułach porównywały ten incydent do zdarzenia podczas Grand Prix Australii 1994, gdzie Schumacher uczestniczył w kolizji z Damonem Hillem. Daily Mail pisał, że Schumacher „stracił swój ostatni ślad reputacji w byciu sportowcem”, natomiast The Times napisał, że Niemiec „poświęcił swoją reputację takim aktem cynizmu, że stracił on prawo do jakiegokolwiek współczucia”.
28 października, dwa dni po wyścigu Ferrari zorganizowało konferencję prasową na torze Jerez. Schumacher przyznał, że popełnił błąd, stwierdzając jednocześnie, że „był to zły osąd, a nie celowa próba wyeliminowania Villeneuve’a”.

### Nieporozumienie w czasie ceremonii
12 grudnia 1997, Światowa Rada Sportów Motorowych, podczas spotkania w Monako, uznała, że burmistrz miasta Jerez, Pedro Pacheco oraz prezydent regionu, Manuel Chaves zakłócili ceremonię wręczenia trofeów. Po raz pierwszy zdarzyło się, że w zależności od rezultatów wyścigu, określone osoby mają wręczyć puchar. Pojawiły się dwie listy osób – jedna zwykła i druga na wypadek, gdyby miał zwyciężyć McLaren. Miało to związek z pojawieniem się Jürgena Schremppa, prezesa Daimler-Benz. Podczas ceremonii doszło do nieporozumienia – podczas gdy burmistrz i prezydent regionu wręczali trofea, Schrempp nie drgnął nawet palcem. Prezydent FIA zapowiedział, że Formuła 1 nie powróci na tor Jerez. Max Mosley stwierdził wówczas:

Zakłócenie spowodowało zakłopotanie i niedogodności dla wręczających trofea i dlatego żadne dalsze rundy Mistrzostw Świata Formuły 1 FIA nie będą odbywać się na torze w Jerez

Pacheco był mniej zadowolony z werdyktu, jednak wystąpił przed Światową Radą i orzeczenie Federacji zostało uchylone. Choć to był ostatni wyścig na tym obiekcie, to po uchyleniu decyzji Mosleya, na tym torze organizowane były testy przedsezonowe.

### Oskarżenie o zmowę
8 listopada 1997, gazeta The Times opublikowała artykuł oskarżający Williamsa i McLarena o zmowę, w celu ustalenia ostatecznej kolejności wyścigu. Artykuł został oparty na transmisji radiowej obu zespołów w trakcie wyścigu. Światowa Rada Sportów Motorowych odrzuciła te roszczenia, gdy sprawa została wniesiona. Max Mosley stwierdził wówczas:

Jest to oczywiste, że wynik wyścigu nie został ustalony. Nie było porozumienia między McLarenem i Williamsem, że Mika Häkkinen wygra. Byli w stanie wykazać to bardzo wyraźnie, że to nie był przypadek

W 2006, Norberto Fontana powiedział w wywiadzie dla argentyńskiej gazety Olé, że kilka godzin przed wyścigiem do motorhome'a Saubera przyszedł Jean Todt i powiedział zespołowi, który korzystał z ich silników, aby kierowcy blokowali Villeneuve’a, jeśli byłyby w stanie to zrobić, aby pomóc Michaelowi Schumacherowi w zdobyciu tytułu mistrzowskiego. Peter Sauber, będący wtedy właścicielem i szefem szwajcarskiego zespołu zaprzeczył zarzutom argentyńskiego kierowcy, dodając także, że „Ferrari nie wyrażało chęci, abyśmy utrudniali przeciwnikom Schumachera na torze”.
W 2014, David Coulthard, w wywiadzie udzielonemu Charlesowi Bradleyowi dla tygodnika Autosport, przyznał, że rzeczywiście miało miejsce porozumienie pomiędzy McLarenem a Williamsem:

Ron [Dennis] uczynił tę umowę z Frankiem [Williamsem], o którym żaden z nas nie wiedział o tym, że jeśli pomożemy Williamsowi w ich dążeniu do pokonania Ferrari, to oni nie będą wchodzić w drogę do pomagania McLarenowi. Ron do dziś zaprzecza temu. To już się stało.

## Wyniki

### Kwalifikacje
| P  | Nr | Kierowca              | Konstruktor(-silnik) | Opony | Czas     | Odstęp   | Strata   |
| -- | -- | --------------------- | -------------------- | ----- | -------- | -------- | -------- |
| 1  | 3  | Jacques Villeneuve    | Williams-Renault     | G     | 1:21.072 | -        | -        |
| 2  | 5  | Michael Schumacher    | Ferrari              | G     | 1:21.072 | 0:00.000 | 0:00.000 |
| 3  | 4  | Heinz-Harald Frentzen | Williams-Renault     | G     | 1:21.072 | 0:00.000 | 0:00.000 |
| 4  | 1  | Damon Hill            | Arrows-Yamaha        | B     | 1:21.130 | 0:00.058 | 0:00.058 |
| 5  | 9  | Mika Häkkinen         | McLaren-Mercedes     | G     | 1:21.369 | 0:00.239 | 0:00.297 |
| 6  | 10 | David Coulthard       | McLaren-Mercedes     | G     | 1:21.476 | 0:00.107 | 0:00.404 |
| 7  | 6  | Eddie Irvine          | Ferrari              | G     | 1:21.610 | 0:00.134 | 0:00.538 |
| 8  | 8  | Gerhard Berger        | Benetton-Renault     | G     | 1:21.656 | 0:00.046 | 0:00.584 |
| 9  | 14 | Olivier Panis         | Prost-Mugen-Honda    | B     | 1:21.735 | 0:00.079 | 0:00.663 |
| 10 | 7  | Jean Alesi            | Benetton-Renault     | G     | 1:22.011 | 0:00.276 | 0:00.939 |
| 11 | 23 | Jan Magnussen         | Stewart-Ford         | B     | 1:22.167 | 0:00.156 | 0:01.095 |
| 12 | 22 | Rubens Barrichello    | Stewart-Ford         | B     | 1:22.222 | 0:00.055 | 0:01.150 |
| 13 | 2  | Pedro Diniz           | Arrows-Yamaha        | B     | 1:22.234 | 0:00.012 | 0:01.162 |
| 14 | 16 | Johnny Herbert        | Sauber-Petronas      | G     | 1:22.263 | 0:00.029 | 0:01.191 |
| 15 | 15 | Shinji Nakano         | Prost-Mugen-Honda    | B     | 1:22.351 | 0:00.088 | 0:01.279 |
| 16 | 11 | Ralf Schumacher       | Jordan-Peugeot       | G     | 1:22.740 | 0:00.389 | 0:01.668 |
| 17 | 12 | Giancarlo Fisichella  | Jordan-Peugeot       | G     | 1:22.804 | 0:00.064 | 0:01.732 |
| 18 | 17 | Norberto Fontana      | Sauber-Petronas      | G     | 1:23.281 | 0:00.477 | 0:02.209 |
| 19 | 20 | Ukyō Katayama         | Minardi-Hart         | B     | 1:23.409 | 0:00.128 | 0:02.337 |
| 20 | 21 | Tarso Marques         | Minardi-Hart         | B     | 1:23.854 | 0:00.445 | 0:02.782 |
| 21 | 19 | Mika Salo             | Tyrrell-Ford         | G     | 1:24.222 | 0:00.368 | 0:03.150 |
| 22 | 18 | Jos Verstappen        | Tyrrell-Ford         | G     | 1:24.301 | 0:00.079 | 0:03.229 |
| P  | Nr | Kierowca              | Konstruktor(-silnik) | Opony | Czas     | Odstęp   | Strata   |

### Wyścig
| P                 | + / – | Nr | Kierowca              | Konstruktor       | Opony | Okr. | Czas / Strata | Komentarz               |
| ----------------- | ----- | -- | --------------------- | ----------------- | ----- | ---- | ------------- | ----------------------- |
| 1                 | 4     | 9  | Mika Häkkinen         | McLaren-Mercedes  | G     | 69   | 1h38:57.772   |                         |
| 2                 | 4     | 10 | David Coulthard       | McLaren-Mercedes  | G     | 69   | +0:01.654     |                         |
| 3                 | 2     | 3  | Jacques Villeneuve    | Williams-Renault  | G     | 69   | +0:01.803     |                         |
| 4                 | 4     | 8  | Gerhard Berger        | Benetton-Renault  | G     | 69   | +0:01.919     |                         |
| 5                 | 2     | 6  | Eddie Irvine          | Ferrari           | G     | 69   | +0:03.789     |                         |
| 6                 | 3     | 4  | Heinz-Harald Frentzen | Williams-Renault  | G     | 69   | +0:04.537     |                         |
| 7                 | 2     | 14 | Olivier Panis         | Prost-Mugen-Honda | B     | 69   | +1:07.145     |                         |
| 8                 | 6     | 16 | Johnny Herbert        | Sauber-Petronas   | G     | 69   | +1:12.960     |                         |
| 9                 | 2     | 23 | Jan Magnussen         | Stewart-Ford      | B     | 69   | +1:17.487     |                         |
| 10                | 5     | 15 | Shinji Nakano         | Prost-Mugen-Honda | B     | 69   | +1:18.245     |                         |
| 11                | 6     | 12 | Giancarlo Fisichella  | Jordan-Peugeot    | G     | 68   | +1 okr.       |                         |
| 12                | 9     | 19 | Mika Salo             | Tyrrell-Ford      | G     | 68   | +1 okr.       |                         |
| 13                | 3     | 7  | Jean Alesi            | Benetton-Renault  | G     | 68   | +1 okr.       | poślizg                 |
| 14                | 4     | 17 | Norberto Fontana      | Sauber-Petronas   | G     | 68   | +1 okr.       |                         |
| 15                | 5     | 21 | Tarso Marques         | Minardi-Hart      | B     | 68   | +1 okr.       |                         |
| 16                | 6     | 18 | Jos Verstappen        | Tyrrell-Ford      | G     | 68   | +1 okr.       |                         |
| 17                | 2     | 20 | Ukyō Katayama         | Minardi-Hart      | B     | 68   | +1 okr.       |                         |
| Niesklasyfikowani |       |    |                       |                   |       |      |               |                         |
|                   |       | 1  | Damon Hill            | Arrows-Yamaha     | B     | 47   |               | skrzynia biegów         |
|                   |       | 5  | Michael Schumacher    | Ferrari           | G     | 47   |               | kolizja z Villeneuve'em |
|                   |       | 11 | Ralf Schumacher       | Jordan-Peugeot    | G     | 44   |               | układ chłodniczy        |
|                   |       | 22 | Rubens Barrichello    | Stewart-Ford      | B     | 30   |               | skrzynia biegów         |
|                   |       | 2  | Pedro Diniz           | Arrows-Yamaha     | B     | 11   |               | poślizg                 |
| P                 | + / – | Nr | Kierowca              | Konstruktor       | Opony | Okr. | Czas / Strata | Komentarz               |

### Najszybsze okrążenie
| Nr | Kierowca              | Konstruktor      | Opony | Czas     | Okr. |
| -- | --------------------- | ---------------- | ----- | -------- | ---- |
| 4  | Heinz-Harald Frentzen | Williams-Renault | G     | 1:23.135 | 30   |

## Klasyfikacja po wyścigu

### Kierowcy
| P                 | +/− | Kierowca              | Starty | Punkty | P1 | P2 | P3 | PP | NO | NS |
| ----------------- | --- | --------------------- | ------ | ------ | -- | -- | -- | -- | -- | -- |
| 1                 | +1  | Jacques Villeneuve    | 17     | 81     | 7  | -  | 1  | 10 | 3  | 6  |
| 2                 | +1  | Heinz-Harald Frentzen | 17     | 42     | 1  | 2  | 4  | 1  | 6  | 5  |
| 3                 | +2  | David Coulthard       | 17     | 36     | 2  | 2  | -  | -  | 1  | 8  |
| 4                 | 0   | Jean Alesi            | 17     | 36     | -  | 4  | 1  | 1  | -  | 3  |
| 5                 | +1  | Gerhard Berger        | 14     | 27     | 1  | 1  | -  | 1  | 2  | 1  |
| 6                 | +3  | Mika Häkkinen         | 17     | 27     | 1  | -  | 2  | 1  | 1  | 8  |
| 7                 | 0   | Eddie Irvine          | 17     | 24     | -  | 1  | 4  | -  | -  | 6  |
| 8                 | 0   | Giancarlo Fisichella  | 17     | 20     | -  | 1  | 1  | -  | 1  | 4  |
| 9                 | +1  | Olivier Panis         | 10     | 16     | -  | 1  | 1  | -  | -  | 2  |
| 10                | +1  | Johnny Herbert        | 17     | 15     | -  | -  | 1  | -  | -  | 6  |
| 11                | +1  | Ralf Schumacher       | 17     | 13     | -  | -  | 1  | -  | -  | 10 |
| 12                | +1  | Damon Hill            | 17     | 7      | -  | 1  | -  | -  | -  | 7  |
| 13                | +1  | Rubens Barrichello    | 17     | 6      | -  | 1  | -  | -  | -  | 14 |
| 14                | +1  | Alexander Wurz        | 3      | 4      | -  | -  | 1  | -  | -  | 2  |
| 15                | +1  | Jarno Trulli          | 14     | 3      | -  | -  | -  | -  | -  | 4  |
| 16                | +1  | Pedro Diniz           | 17     | 2      | -  | -  | -  | -  | -  | 11 |
| 17                | +1  | Mika Salo             | 17     | 2      | -  | -  | -  | -  | -  | 9  |
| 18                | +1  | Shinji Nakano         | 17     | 2      | -  | -  | -  | -  | -  | 9  |
| 19                | +1  | Nicola Larini         | 5      | 1      | -  | -  | -  | -  | -  | 2  |
| 20                | +1  | Jan Magnussen         | 17     | 0      | -  | -  | -  | -  | -  | 12 |
| 21                | +1  | Jos Verstappen        | 17     | 0      | -  | -  | -  | -  | -  | 9  |
| 22                | +1  | Gianni Morbidelli     | 7      | 0      | -  | -  | -  | -  | -  | 1  |
| 23                | +1  | Norberto Fontana      | 4      | 0      | -  | -  | -  | -  | -  | 1  |
| 24                | +1  | Ukyō Katayama         | 17     | 0      | -  | -  | -  | -  | -  | 10 |
| 25                | +1  | Tarso Marques         | 9      | 0      | -  | -  | -  | -  | -  | 5  |
| Niesklasyfikowani |     |                       |        |        |    |    |    |    |    |    |
|                   |     | Michael Schumacher    | 17     | 78     | 5  | 3  | -  | 3  | 3  | 4  |
|                   |     | Vincenzo Sospiri      | 1      | -      | -  | -  | -  | -  | -  | 1  |
|                   |     | Ricardo Rosset        | 1      | -      | -  | -  | -  | -  | -  | 1  |
| P                 | +/− | Kierowca              | Starty | Punkty | P1 | P2 | P3 | PP | NO | NS |

### Konstruktorzy
| P                 | +/− | Konstruktor       | Starty | Punkty | P1 | P2 | P3 | PP | NO | NS |
| ----------------- | --- | ----------------- | ------ | ------ | -- | -- | -- | -- | -- | -- |
| 1                 | 0   | Williams-Renault  | 34     | 123    | 8  | 2  | 5  | 11 | 9  | 11 |
| 2                 | 0   | Ferrari           | 34     | 102    | 5  | 4  | 4  | 3  | 3  | 10 |
| 3                 | 0   | Benetton-Renault  | 34     | 67     | 1  | 5  | 2  | 2  | 2  | 6  |
| 4                 | 0   | McLaren-Mercedes  | 34     | 63     | 3  | 2  | 2  | 1  | 2  | 15 |
| 5                 | 0   | Jordan-Peugeot    | 34     | 33     | -  | 1  | 2  | -  | 1  | 14 |
| 6                 | 0   | Prost-Mugen-Honda | 34     | 21     | -  | 1  | 1  | -  | -  | 12 |
| 7                 | 0   | Sauber-Petronas   | 33     | 16     | -  | -  | 1  | -  | -  | 10 |
| 8                 | 0   | Arrows-Yamaha     | 34     | 9      | -  | 1  | -  | -  | -  | 18 |
| 9                 | 0   | Stewart-Ford      | 34     | 6      | -  | 1  | -  | -  | -  | 26 |
| 10                | 0   | Tyrrell-Ford      | 34     | 2      | -  | -  | -  | -  | -  | 18 |
| 11                | 0   | Minardi-Hart      | 33     | 0      | -  | -  | -  | -  | -  | 19 |
| Niesklasyfikowani |     |                   |        |        |    |    |    |    |    |    |
|                   |     | Lola-Ford         | 2      | -      | -  | -  | -  | -  | -  | 2  |
| P                 | +/− | Konstruktor       | Starty | Punkty | P1 | P2 | P3 | PP | NO | NS |